# Phyllanthus hyssopifolioides
Phyllanthus hyssopifolioides är en emblikaväxtart som beskrevs av Carl Sigismund Kunth. Phyllanthus hyssopifolioides ingår i släktet Phyllanthus och familjen emblikaväxter. Inga underarter finns listade i Catalogue of Life.